# Laguna Miñiques
Laguna Miñiques är en saltsjö i Chile.   Den ligger i regionen Región de Antofagasta, i den norra delen av landet, 1 100 km norr om huvudstaden Santiago de Chile. Arean är 1,5 kvadratkilometer. Laguna Miñiques ligger vid sjön Laguna Miscanti.
Trakten runt Laguna Miñiques är ofruktbar med lite eller ingen växtlighet. Trakten runt Laguna Miñiques är nära nog obefolkad, med mindre än två invånare per kvadratkilometer.